# Tang Qunying
Tang Qunying   (xian de Hengshan, 8 de desembre de 1871 - Hunan, 3 de juny de 1937) va ser la primera dona membre de la Tongmenghui, una societat secreta i un moviment de resistència clandestí fundat a Tòquio per Sun Yat-sen i Song Jiaoren el 1905. Tang ha estat citada com una de les "dones activistes més conegudes de la història moderna xinesa".
Va ser presidenta de l'Aliança de Sufragi Femení, una organització creada per la fusió de l'Aliança de Dones de Nanquín, la Societat per la Seguretat de les Dones, la Societat de l'Esperit Marcial de les Dones i l'Aliança de les Camarades pel Sufragi Femení el 1912. El 1913, va fundar el Women's Rights Daily, primer diari de Hunan per a un públic femení.
Per les seves contribucions al derrocament de la dinastia governant a la Xina, Sun Yat-sen la va conèixer personalment i va elevar el seu treball, i després li van concedir una medalla Jiahe de segona classe.